# Радзивилл, Барбара
Ба́рбара Радзиви́лл (Варва́ра Радзиви́лл, бел. Барбара Радзівіл, пол. Barbara Radziwiłłówna,  6 декабря 1520, Вильна — 8 мая 1551, Краков) — королева польская и великая княгиня литовская, наследница владений Гаштольдов. Жена Станислава Гаштольда, а затем великого князя литовского и короля польского Сигизмунда II Августа.

## Биография
Родилась в семье могущественнейших литовских магнатов Радзивиллов: её отцом был Юрий Радзивилл, родным братом — Николай Рыжий Радзивилл, а двоюродным — Николай Чёрный Радзивилл. В 1538 году (по другим сведениям 18 мая 1537 года) она вышла замуж за сына влиятельнейшего литовского магната Альбрехта Гаштольда воеводу новогрудского Станислава, но уже в 1542 году стала вдовой.
В 1547 году она тайно обвенчалась с великим князем литовским Сигизмундом Августом. Тайный брак организовали братья Барбары Николай Рыжий и Николай Чёрный. Вскоре после церемонии молодожёны расстались на полгода — король отправился на сейм в надежде добиться разрешения на этот брак, а Барбару отослал в родовой замок в Дубинки (современный Дубингяй). Молодожёны поддерживали связь, посылая друг другу письма и маленькие подарки. От пребывания Барбары в Дубинках остались трогательные письма, свидетельствующие о её образованности и широте интересов.
В 1548 году Сигизмунд Август, унаследовав после смерти Сигизмунда Старого польский трон, официально объявил о своей женитьбе и потребовал признать Барбару Радзивилл польской королевой. Этому ожесточенно сопротивлялась мать короля Бона Сфорца и польские вельможи, опасавшиеся засилья Радзивиллов — сторонников полной независимости Литвы от Польши. Лишь 7 декабря 1550 года в Кракове Барбара была коронована, но вскоре заболела и 8 мая 1551 года скончалась. Выдвигались гипотезы о том, что она была отравлена Боной.
В «Анналах краковских массионариев» про Барбару Радзивилл коротко записано следующее: «Во второй раз он (король Сигизмунд Август) взял в жёны Барбару из князей и рода Радзивиллов, некогда просватанную за Гастольда, которая в лето 1546 в день святой Барбары в Кракове была коронована, но затем в следующем 1547 году к сожалению умерла из-за появившегося под пупком плотного нарыва».
Прах Барбары был в сопровождении безутешного вдовца перевезён из Кракова в Вильну и захоронен в Кафедральном соборе.

## Художественный образ

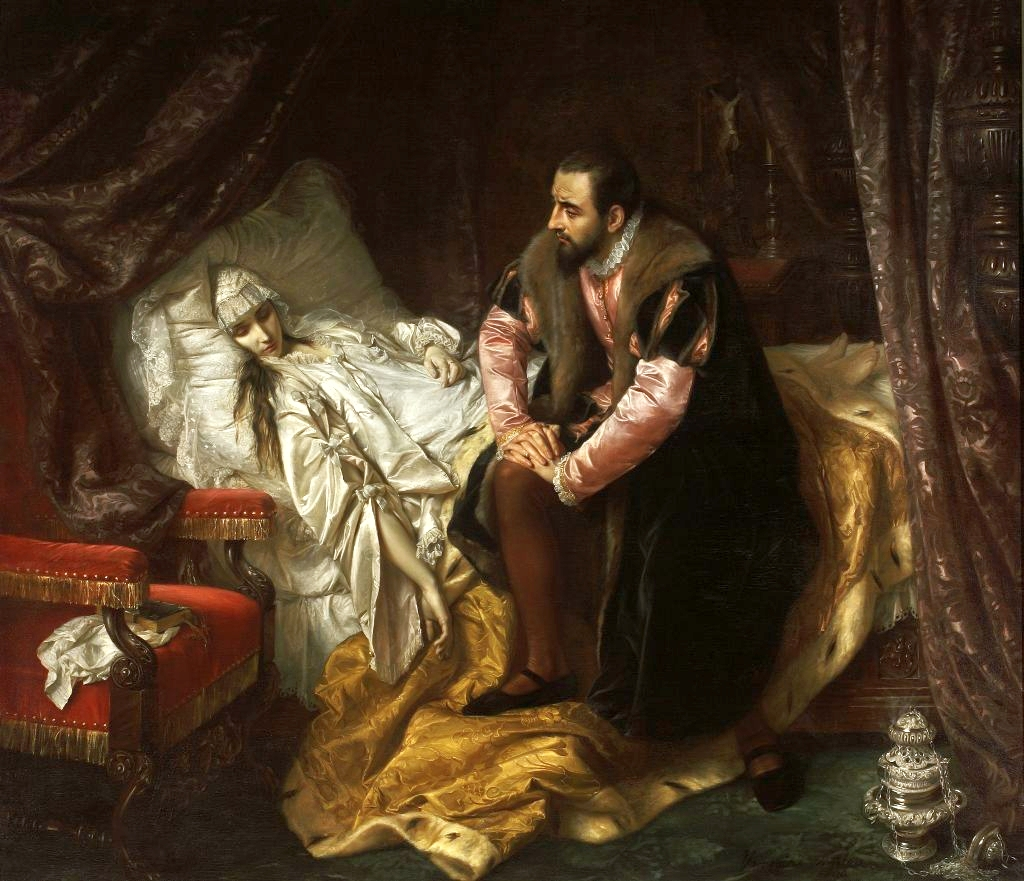
Йозеф Зимлер. Смерть Барбары Радзивилл (1860)

Романтическая история любви и яркая фигура Барбары Радзивилл послужила материалом нескольких прозаических, стихотворных и драматических произведений на польском, белорусском и литовском языках. По одному из преданий, чародей пан Твардовский вызвал по просьбе короля призрак его возлюбленной. Сюжет лёг в основу картины польского художника Войцеха Герсона (хранится в Национальном музее в Познани). Высказывалось предположение, что чудотворный образ Матери Божией Остробрамской на самом деле является портретом Барбары Радзивилл.
Барбаре Радзивилл посвящены драмы польских драматургов Францишека Венжика (1811), Алоиза Фелинского (1823), Юзефа Крашевского (1843), Антония Одынца (1858). Драму Žygimantas Augustas ir Barbora Radvilaitė опубликовал в 1948 году Йонас Гринюс. Сюжет использовал в стихотворной драме «Барбора Радвилайте» (Barbora Radvilaitė; 1971) литовский прозаик и драматург Юозас Грушас (постановки в Каунасском государственном драматическом театре, 1972; в Клайпедском драматическом театре, 1973; в Русском драматическом театре Литвы, 1980; телевизионный спектакль Литовского телевидения, 1982).

Это своеобразный вариант Ромео и Джульетты — ставшая легендой история любви польско-литовского короля Сигизмунда Августа и красавицы дворянки, молодой вдовы Барборы Радвилайте. В центре драмы Грушаса — столкновение могучей, романтической, облагораживающей любви с фанатизмом государства и двором королевы Боны, матери Сигизмунда Августа. В обусловленный реальными историческими обстоятельствами конфликт драмы, где звучит и тема исторической судьбы Литвы, автор включает борьбу героев за принципы гуманизма, за права своей личности, полноту своей жизни.

За драму «Барбора Радвилайте» (а также за историческую драму «Швитригайла») Грушас был удостоен Республиканской премии (1976).
Белорусской поэтессой и либреттистом Татьяной Мушинской создано либретто исторического балета «Барбара Радзивилл».
О жизни, любви и смерти Барбары Радзивилл рассказывается в драматической поэме «Чорная панна Нясвіжа» (1998) белорусского драматурга Алексея Дударева (Аляксей Дудараў). Спектакль по поэме «Чорная панна Нясвіжа» входит в репертуар Национального театра имени Янки Купалы в Минске (режиссёр Валерий Раевский) и других театров Белоруссии. Также историю Барбары Радзивилл рассказал Юрий Татаринов, белорусский писатель, член Союза писателей, в сборнике исторической прозы «Барбара Радзивилл».
В 2024 году Еленой Воробей написана повесть "Сокровища Радзивиллов", где одной из центральных тем стала легенда о любви Барбары и Сигизмунда Августа.

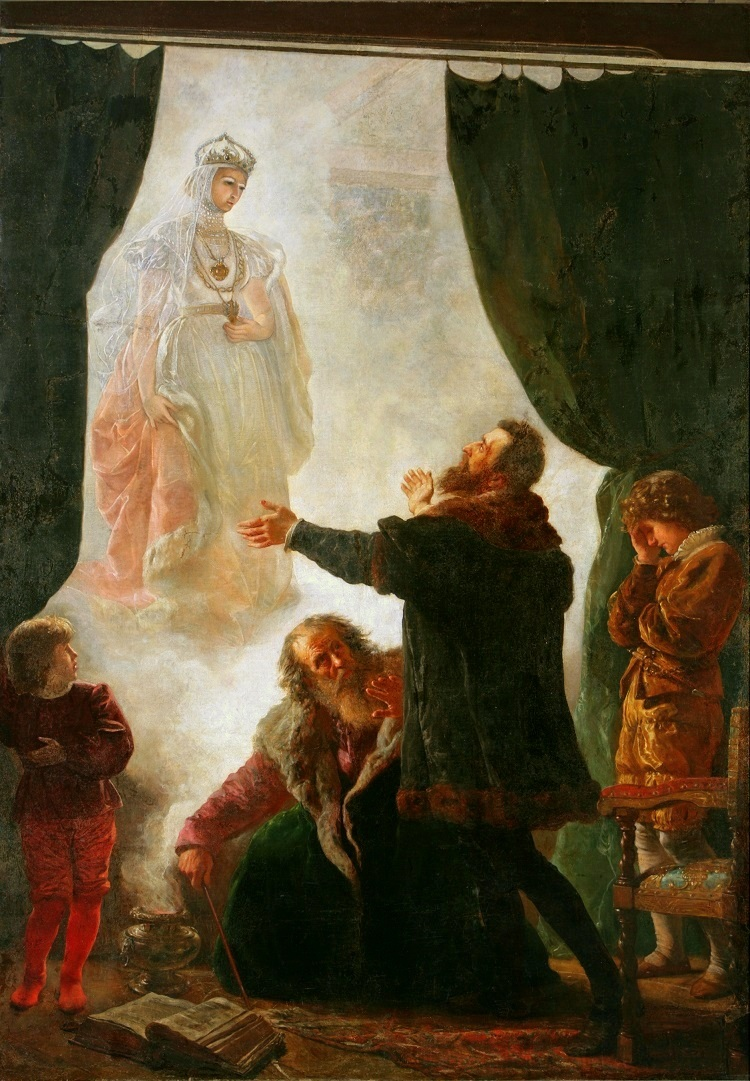
Войцех Герсон. Призрак Барбары Радзивилл (1886)
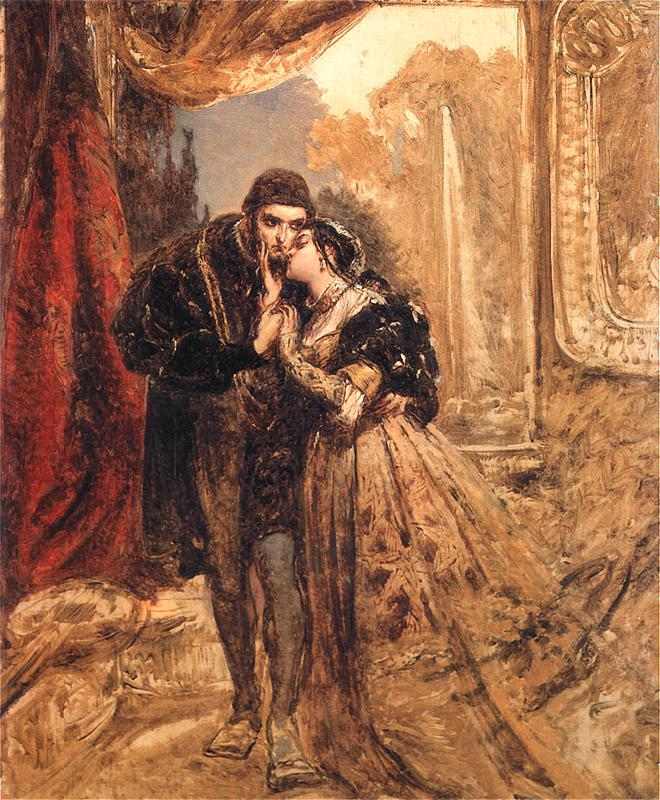
Ян Матейко. Сигизмунд Август и Барбара во дворце Радзивиллов в Вильно
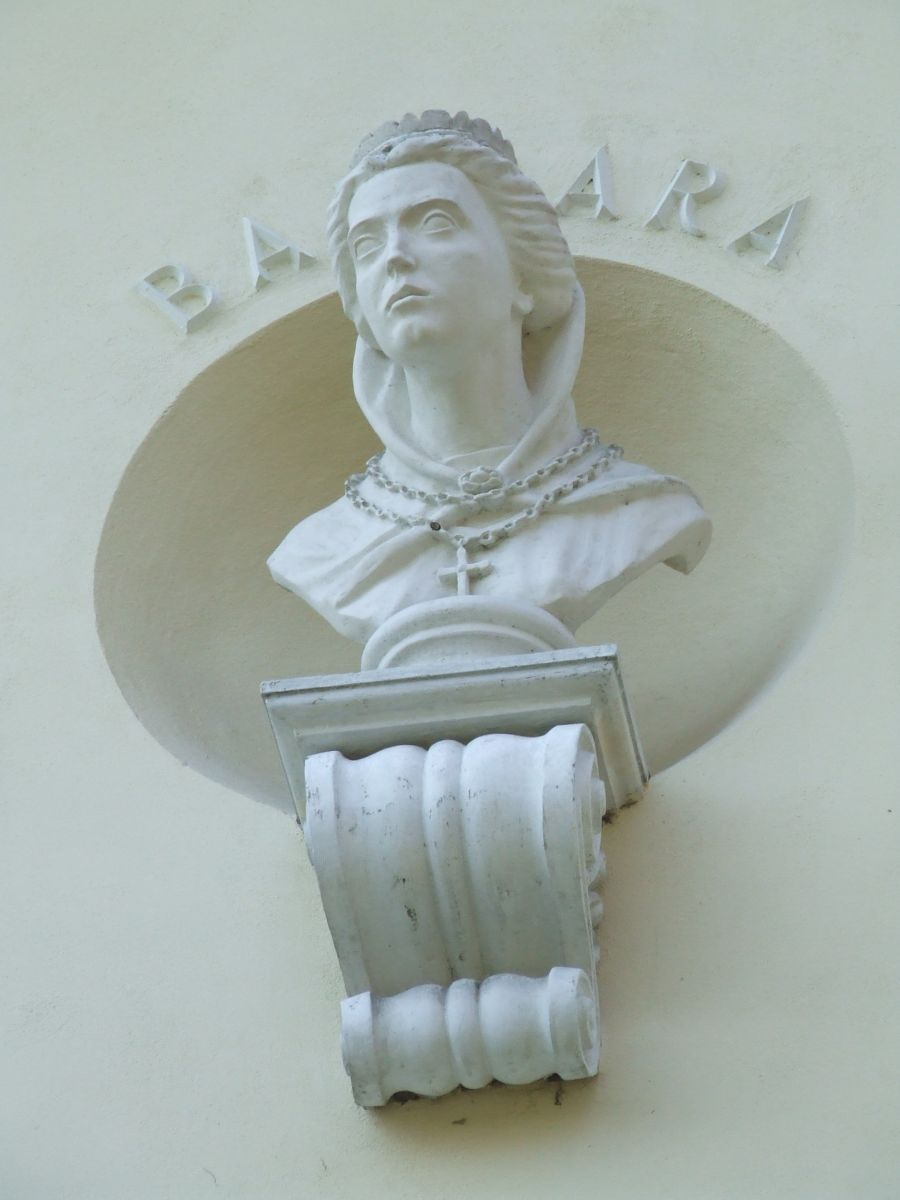
Бюст Барбары Радзивилл на лестнице во дворце Урсынов в Варшаве

Барбара Радзивилл изображена в эстампе Йоанны Бружене (1971), в портрете акварелью Игнаса Будриса (1974) и других произведениях изобразительного искусства. На улице Вокечю в Вильнюсе установлен памятник Варваре Радзивилл (скульптор Владас Вильджюнас, 1979).

## Память
1982 г. — установлен памятник Барбаре Радзивилл (скульптор Владас Вилджюнас).
Именем Барбары Радзивилл названа улица Барборос Радвилайтес в Старом городе Вильнюса (бывшая Пионерю), а также улица в Алитусе и Гаргждай. 
1996 г. — Барбара Радзивилл была изображена на литовской почтовой марке (художник К. Каткус по портрету XVI века). 
2004 г. — Имя Барбары Радзивилл получила прогимназия в Новой Вильне на улице Геню с литовским языком преподавания.
2014 г. — поставлен мюзикл «Легенда о Сигизмунде Августе и Барбаре Радзивилл» (режиссёр Анжелика Холина, дизайнер Юозас Статкявичус).
2019 г. — в Вильнюсе открылось тематическое кафе Augustas ir Barbora love story café 
2022 г. — к 500-летнему юбилею Барбары Радзивилл литовский дизайнер Юлия Янус разработала серию товаров под торговым знаком «Тайная любовь» (SLAPTA MEILĖ) для популяризации романа Барбары и Сигизмунда.